# 林竧
林 竧（はやし たつみ、1947年 - 2025年2月9日）は、日本の法学者。専門は商法。北海道大学名誉教授。北海道三笠市生まれ。

## 経歴
- 1970年 北海道大学法学部卒業。
- 1973年 北海道大学大学院法学研究科修士課程修了。
- 同年 北海道大学法学部助手。
- 1977年 北海道大学法学部助教授。
- 1986年 北海道大学法学部教授。
- 2000年 北海道大学法学研究科教授。
- 2011年 北海道大学法科大学院特任教授[2]。
- 2012年 北海道大学退官[3]。同名誉教授。北海学園大学経済学部・経営学部非常勤講師(-2019年)。
- 2025年2月9日 死去。叙正四位、瑞宝中綬章追贈[4]。

## 研究内容
- 他車運転危険担保特約や、手形債権の一部譲渡など手形法や保険法に関する研究を手がける。

## 主な著書・論文

### 著書
- 『商法III ― 手形・小切手〔第3版〕』（有斐閣、2006年、共著）
- 『北大法学部ライブラリー（2）私法学の再構築』（北海道大学図書刊行会、1999年、共著）

### 論文
- 「最近西ドイツの手形抗弁論の一側面」（私法41号、1979年）
- 「問屋の破産と委託者の取戻権」（法学教室、1995年）

## 恩師
- 近藤弘二